# 東亞語言

東亞的範圍

大中華區語言分布

東亞語言狹義上指由漢語、日語、韓語、越南語組成的受漢文化影響的語言群（漢字圈），廣義上也包括東南亞其他漢藏語係、壮侗语系、南島語系的語言。

## 語系劃分
東亞語言的特徵與鄰接的大洋洲語言、印度太平洋大語系、古西伯利亞語言以及印歐語系和闪含语系對比鮮明。与东亚相隔更远的非洲各语言中有一部分同样是具有单音节且带有声调，名词多样化等特征但这些特征被认为是非洲各语言独立发展出来的。
東亞、東南亞的語言被分成多个語系，意味着它们不存在共同的源头。伴隨的這些地域性特徵的是數千年的借用方式，即典型的語言聯盟。屬於這個語言的最原始語系假定如下：
- 漢藏語系（Sino-Tibetan languages）
- 苗瑶语族（Hmong-Mien languages）
- 南方大語系（Austric languages）
  -     - 南亞語系（Austroasiatic languages）
    - 壯侗語系（Kra-Dai languages）
    - 南島語系（Austronesian languages）

## 漢字文化圈
漢語、日語、韓語、越南語中含有大量古漢語起源的詞彙，把文言文（漢文）作為書面語。
在中國以外的地區，作為書面語被利用的古漢語文言文對沒有文字的民族的語言的文字化帶來了影響。古漢語的詞法和語言生成規則也被應用到這些的語言。近代，日本利用漢字發明的漢熟語的和制漢語在中文也被再借用，中國人大多未意識到那些是日本製造的詞彙。（類似大量引入古希臘拉丁詞彙的英語，現在按照希臘拉丁係構詞法利用羅馬字母製造新詞又逆輸入羅曼語系諸語中。）
現在，源自古漢語的詞彙的表記有傳統漢字（台灣、香港、澳門的漢語，日語舊字體，韓語有時用漢字表示漢字詞），簡化的漢字（中國、新加坡等的漢語，日語新字體），表音文字（韓語，日語有時用假名）以及改良的羅馬字（越南語國語字）。東亞語言的軟體相關的語言支持請參照CJKV。

## 地域語言特徵
其他地域特徵漢字圈以外也可見到。

### 語法
- 單音節語素是漢語、越南語、緬甸語、泰語，老撾語及其他東南亞大陸和中國南部的語言的典型特性之一。該特徵在日語、韓語、南島語系的語言不多見。
  - 單音節語素不一定是單音節語言的必要因素。現代漢語的多音節詞較多。多音節的語素即使在越南語也存在，那些大多是來自其他的語言的借用語。
- 聲調：漢語、越南語、緬甸語、泰語、老撾語及其他東南亞大陸和中國南部的語言大多是聲調語言。日語、韓語及南島語系的語言不是聲調語言。（日語和韓語被相信可能屬於同一語系，他們存在著漢藏語係和其他的語系沒有的幾個特徵。）越南語、漢語、藏語原本沒有聲調，而後邊發展出了聲調（tonogenesis）的觀點被提及。
- 孤立構造：漢語和東南亞的語言是具有高度孤立性的語言。詞性，數，人稱，格，時態，語氣 不需要根據單詞而活用。這些單詞相對獨立，加以不活用的修飾語來表達意義，這些也有不是拘束語素的情況。
  - 在日語、韓語使用地區以北分佈的烏拉爾-阿爾泰語係同樣有由於体、語氣、時態等而形成的動詞變化，不過，動詞不由性、數等條件（verb argument）而變化的特徵與漢語及東南亞語言的特徵相符。
- 量詞、單位詞：中日韓越及東南亞大陸和島嶼地區語言的量詞較發達。（名詞和量詞的關係不嚴密，在這個點上並不比其他的語言都更具孤立性。）
  - 根據不同的分類搭配不同的量詞，這一特徵在南北美洲大陸西側的原住民語言中也存在。量詞發達的特點可以說是環太平洋地區語言的共同的特徵。

### 語義學
敬語系統發達是爪哇語、藏语、日語、韓語共同存在的特徵。
漢語有豐富的謙辭和敬辭。作為孤立語的漢語藉由變換名詞、動詞、人稱、代詞、形容詞、語氣、句型表達敬意，譬如「蒞臨」為「前往」之敬辭，「哪一位」為「誰」之客氣說法。
部分研究指出自二十世紀之初，漢語敬辭的使用頻率大不如前，也有觀點認為漢語中的雅稱近些年來有復甦的趨勢。《大專中文傳意》一書認為，謙敬詞是「中國文化累積形成的漢語特點」。
- 近代化的實際需要，敬語走向簡單化的道路。這樣的現象出現在印尼語，避開複雜的敬語，追求平等主義。

日語、馬來·印尼語等的語言代名詞不穩定，使用也較少。新的代詞、總結性語言及號召的形式作為屢次表示尊敬和社會的地位的方法使新名詞變得發達。另外的看法是如果按照印歐語系的基準，這些語言的的代詞就是完全不存在。

### 構文
- 主語·謂語構造：话题优先语言的先主語其次謂語的構造。

現代標準漢語例如:
|       |                                                                |                                                                |                                                                |                                                                |                                                                |                                                                |                                                                |
|       |                                                                |                                                                |                                                                |                                                                |                                                                |                                                                |                                                                |
| 转录: | Jīntiān                                                        | de                                                             | wǎnfàn                                                         | wǒ                                                             | yǐjīng                                                         | chīguò                                                         | le.                                                            |
| 训诂: | 今天                                                           | （所有格）                                                     | 晚飯                                                           | 我                                                             | 已經                                                           | 吃-（经验词）                                                  | （新陈述）                                                     |
| 翻译: | 今天的晚飯我已經吃過了。 (主語: 今天的晚飯; 謂語: 我已經吃過.) | 今天的晚飯我已經吃過了。 (主語: 今天的晚飯; 謂語: 我已經吃過.) | 今天的晚飯我已經吃過了。 (主語: 今天的晚飯; 謂語: 我已經吃過.) | 今天的晚飯我已經吃過了。 (主語: 今天的晚飯; 謂語: 我已經吃過.) | 今天的晚飯我已經吃過了。 (主語: 今天的晚飯; 謂語: 我已經吃過.) | 今天的晚飯我已經吃過了。 (主語: 今天的晚飯; 謂語: 我已經吃過.) | 今天的晚飯我已經吃過了。 (主語: 今天的晚飯; 謂語: 我已經吃過.) |

粤語例如:
|       | 今日                                                           | 嘅                                                             | 晚飯                                                           | 我                                                             | 已經                                                           | 食咗                                                           | 喇。                                                           |
| 转录: | Gam1yat6                                                       | ge3                                                            | maan5faan6                                                     | ngo5                                                           | ji3ging1                                                       | sik6zo2                                                        | la3                                                            |
| 训诂: | 今天                                                           | （所有格）                                                     | 晚飯                                                           | 我                                                             | 已經                                                           | 吃-（经验词）                                                  | （新陈述）                                                     |
| 翻译: | 今天的晚飯我已經吃過了。 (主語: 今天的晚飯; 謂語: 我已經吃過.) | 今天的晚飯我已經吃過了。 (主語: 今天的晚飯; 謂語: 我已經吃過.) | 今天的晚飯我已經吃過了。 (主語: 今天的晚飯; 謂語: 我已經吃過.) | 今天的晚飯我已經吃過了。 (主語: 今天的晚飯; 謂語: 我已經吃過.) | 今天的晚飯我已經吃過了。 (主語: 今天的晚飯; 謂語: 我已經吃過.) | 今天的晚飯我已經吃過了。 (主語: 今天的晚飯; 謂語: 我已經吃過.) | 今天的晚飯我已經吃過了。 (主語: 今天的晚飯; 謂語: 我已經吃過.) |

閩語例如:
|       | 今仔日                                                         | 兮                                                             | 暗頓                                                           | 我                                                             | 有                                                             | 食過                                                           | 矣。                                                           |
| 转录: | Kin-á-ji̍t                                                      | ê                                                              | àm-tǹg                                                         | guá                                                            | ū                                                              | tsia̍h-kuè                                                      | ah                                                             |
| 训诂: | 今天                                                           | （所有格）                                                     | 晚飯                                                           | 我                                                             | （助動詞）                                                     | 吃-（经验词）                                                  | 已經                                                           |
| 翻译: | 今天的晚飯我已經吃過了。 (主語: 今天的晚飯; 謂語: 我已經吃過.) | 今天的晚飯我已經吃過了。 (主語: 今天的晚飯; 謂語: 我已經吃過.) | 今天的晚飯我已經吃過了。 (主語: 今天的晚飯; 謂語: 我已經吃過.) | 今天的晚飯我已經吃過了。 (主語: 今天的晚飯; 謂語: 我已經吃過.) | 今天的晚飯我已經吃過了。 (主語: 今天的晚飯; 謂語: 我已經吃過.) | 今天的晚飯我已經吃過了。 (主語: 今天的晚飯; 謂語: 我已經吃過.) | 今天的晚飯我已經吃過了。 (主語: 今天的晚飯; 謂語: 我已經吃過.) |

日本語例如:
|       | 今日                                                         | の                                                           | 晩御飯                                                       | は                                                           | もう                                                         | 食べた。                                                     |
| 转录: | Kyō                                                          | no                                                           | bangohan                                                     | wa                                                           | mō                                                           | tabeta.                                                      |
| 训诂: | 今天                                                         | （所有格）                                                   | 晚飯                                                         | （主語）                                                     | 已經                                                         | 吃-（完成式）                                                |
| 翻译: | 今天的晚飯我已經吃過了。 (主語: 今天的晚飯; 謂語: 已經吃過.) | 今天的晚飯我已經吃過了。 (主語: 今天的晚飯; 謂語: 已經吃過.) | 今天的晚飯我已經吃過了。 (主語: 今天的晚飯; 謂語: 已經吃過.) | 今天的晚飯我已經吃過了。 (主語: 今天的晚飯; 謂語: 已經吃過.) | 今天的晚飯我已經吃過了。 (主語: 今天的晚飯; 謂語: 已經吃過.) | 今天的晚飯我已經吃過了。 (主語: 今天的晚飯; 謂語: 已經吃過.) |

琉球語例如:
|       | 今日                                                         | ぬ                                                           | 夕御飯ー                                                     | なー                                                         | 噛だん。                                                     |                                                              |
| 转录: | chuu                                                         | nu                                                           | yuu'ubanoo                                                   | naa                                                          | kadan.                                                       |                                                              |
| 训诂: | 今天                                                         | （所有格）                                                   | 晚飯-（主語）                                                | 已經                                                         | 吃-（完成式）                                                |                                                              |
| 翻译: | 今天的晚飯我已經吃過了。 (主語: 今天的晚飯; 謂語: 已經吃過.) | 今天的晚飯我已經吃過了。 (主語: 今天的晚飯; 謂語: 已經吃過.) | 今天的晚飯我已經吃過了。 (主語: 今天的晚飯; 謂語: 已經吃過.) | 今天的晚飯我已經吃過了。 (主語: 今天的晚飯; 謂語: 已經吃過.) | 今天的晚飯我已經吃過了。 (主語: 今天的晚飯; 謂語: 已經吃過.) | 今天的晚飯我已經吃過了。 (主語: 今天的晚飯; 謂語: 已經吃過.) |

（在沖繩語中，主語是用长元音标记如果前词是短元音；如果前词有长元音，“や”标记主語；如果前词有-N/-n鼻元音，后面加上-oo代表主語。）
韓語例如:
|       | 오늘                                                         | 의                                                           | 저녁밥                                                       | 은                                                           | 이미                                                         | 먹었다.                                                      |
| 转录: | Oneul                                                        | ui                                                           | jeonyeokbab                                                  | eun                                                          | imi                                                          | meok-eotda.                                                  |
| 训诂: | 今天                                                         | （所有格）                                                   | 晚飯                                                         | （主語）                                                     | 已經                                                         | 吃-（完成式）                                                |
| 翻译: | 今天的晚飯我已經吃過了。 (主語: 今天的晚飯; 謂語: 已經吃過.) | 今天的晚飯我已經吃過了。 (主語: 今天的晚飯; 謂語: 已經吃過.) | 今天的晚飯我已經吃過了。 (主語: 今天的晚飯; 謂語: 已經吃過.) | 今天的晚飯我已經吃過了。 (主語: 今天的晚飯; 謂語: 已經吃過.) | 今天的晚飯我已經吃過了。 (主語: 今天的晚飯; 謂語: 已經吃過.) | 今天的晚飯我已經吃過了。 (主語: 今天的晚飯; 謂語: 已經吃過.) |

可是，在越南语中这就不一样：
越南語例如:
| 漢喃字: | 碎                       | 吔                       | 𩛖𩛷                     | 𩛖啐                     | 𣋚𠉞。                   |                          |
| 国语字: | Tôi                      | đã                       | ăn bữa                   | ăn tối                   | hôm nay.                 |                          |
| 训诂:   | 我                       | 已經                     | 吃-（完成式）            | 晚飯                     | 今天                     |                          |
| 翻译:   | 今天的晚飯我已經吃過了。 | 今天的晚飯我已經吃過了。 | 今天的晚飯我已經吃過了。 | 今天的晚飯我已經吃過了。 | 今天的晚飯我已經吃過了。 | 今天的晚飯我已經吃過了。 |

在这个例如中，主語（今天的晚飯）不在謂語（已經吃過）之前.